# Ceffonds
Ceffonds település Franciaországban, Haute-Marne megyében. Lakosainak száma 658 fő (2022. január 1.). Ceffonds Soulaines-Dhuys, La Ville-aux-Bois, La Porte-du-Der, Rives Dervoises, Sommevoire, Thilleux és Trémilly községekkel határos.

## Népesség
A település népességének változása:
| Lakosok száma | 546  | 619  | 608  | 576  | 646  | 632  | 635  | 645  | 650  | 658  |
|               | 1968 | 1982 | 1990 | 2006 | 2013 | 2015 | 2017 | 2019 | 2020 | 2022 |